# Jakub Ciećkiewicz
Jakub Ciećkiewicz (ur. 22 lipca 1958 w Krakowie) – pisarz, reportażysta, fotograf, redaktor, członek Stowarzyszenia Pisarzy Polskich.

## Życiorys
Ukończył Technikum Poligraficzne oraz filologię polską w Wyższej Szkole Pedagogicznej w Krakowie oraz „Zarządzanie Kulturą” na studiach podyplomowych UJ. Debiutował recenzjami na łamach „Miesięcznika Literackiego”, z którym stale współpracował od 1983 do 1989 roku. W tym czasie napisał dla „Poezji” często cytowany esej „Prowincjuszowska Odyseja Józefa Barana”.
Od 1986 roku pracował jako dziennikarz: w „Wieściach”, gdzie publikował źródłowe reportaże o polskim obozie pracy „Zgoda” w Świętochłowicach i zbrodniach Salomona Morela, które doprowadziły do jego procesu i ucieczki z kraju; pracował w „Czasie Krakowskim” i „Dzienniku Polskim”, gdzie redagował magazyny; pisał do wielu gazet m.in. „Polityki”, „Dużego Formatu” i „Tygodnika Powszechnego”. Jego tekst Miasto freestyle’owej rewolucji został przetłumaczony na wszystkie języki Unii Europejskiej przez portal Voxeurop.
Zajmował się także fotografią, wystawiając swoje prace podczas wystaw indywidualnych i wspólnych.
Karierę zawodową zakończył jako kierowca taksówki w korporacji „Barbakan”. Wcześniej na różnych etapach życia pracował fizycznie, jako pomocnik ślusarza, kierowca vip-a, czy maszynista typograficzny.
Jego dziadkiem był najstarszy polski lekarz, czynny zawodowo do setnego roku życia – doktor Marian Ciećkiewicz. Kombatant Wielkiej Wojny, odznaczony medalem za męstwo przez Cesarza Karola, który w czasie Sonderaktion Krakau, uratował życie dwóch profesorów UJ.
Jest członkiem Stowarzyszenia Pisarzy Polskich – oddział Kraków.

## Nagrody i wyróżnienia
Krakowska Książka Miesiąca (marzec 2021)
Literacka Nagroda Motyli (2022, wyróżnienie)
Nominacja do nagrody Portrety 2022 i 2023
Pierwsze wyróżnienie w IX Międzynarodowym Konkursie Literackim im. Siegfrieda Lenza 2025 

## Twórczość
Książki
- Światło Kraków, album fotograficzny z wierszami Józefa Barana, Studio Jowisz, Kraków 2005[23]
- Koniec świata na mojej ulicy, Kraków 2020 i 2021 (wyd. II rozszerzone)[24]
- Nocny maraton tańca, Kraków 2022[25]
- Ucieczka do Tangeru w Królestwie Maroka, Powieść drogi, Austeria, Kraków 2025 (w przygotowaniu do druku)
- Maroko, Austeria, Kraków 2025 (w przygotowaniu do druku)

Wystawy fotograficzne
- Tajemnicze królestwo: Maroko, Festiwal Barwy Świata Maroko w Krakowie, Śródmiejski Ośrodek Kultury, Kraków, październik 2011[26]
- Zagubiony w elektrociepłowni, wystawa w Muzeum Historycznym Miasta Krakowa, luty 2007[27][15].
- We mgle, Instytut Polski w Sztokholmie, październik 2006.
- Krakowskie nastroje, Piwnica pod Baranami, Kraków, grudzień 2005.
- 400 lat w samotności, Barbakan, Kraków, VII – VIII 2004 (Bielsko Biała, Zakopane, Majk – 2005)[28]
- Krajobrazy serdeczne, Kraków, grudzień 2001.